# Nils Gude
Nils Gude (født 4. april 1859 i Düsseldorf i Tyskland, død 24. december 1908 i Kristiania) var en norsk maler. Han var søn af maleren Hans Gude og bror til diplomaten Ove Gude. 
Efter at have forberedt sig under faderens vejledning, blev Gude i 1877 optaget i figurklassen på kunstakademiet i Karlsruhe og fik som lærere professorerne Eduard Hildebrandt og Karl Gussow. Han fortsatte studierne i Berlin fra 1881 til 1882, da Hildebrandt flyttede dertil. Siden bosatte han sig i Kristiania. Gude malede næsten udelukkende portrætter, blandt andet af sin far og af Henrik Ibsen.